# Xiphocentron mezencius
Xiphocentron mezencius là một loài Trichoptera trong họ Xiphocentronidae. Loài này có ở Mexico.